# Kübelspritze

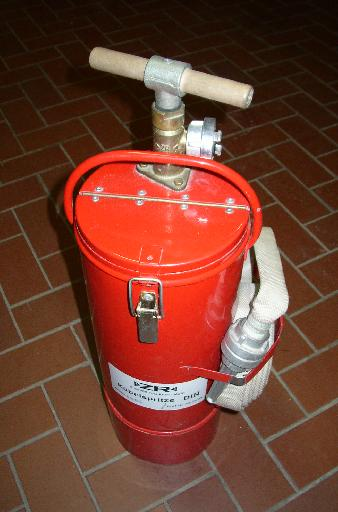
Kübelspritze (Ausführung A)

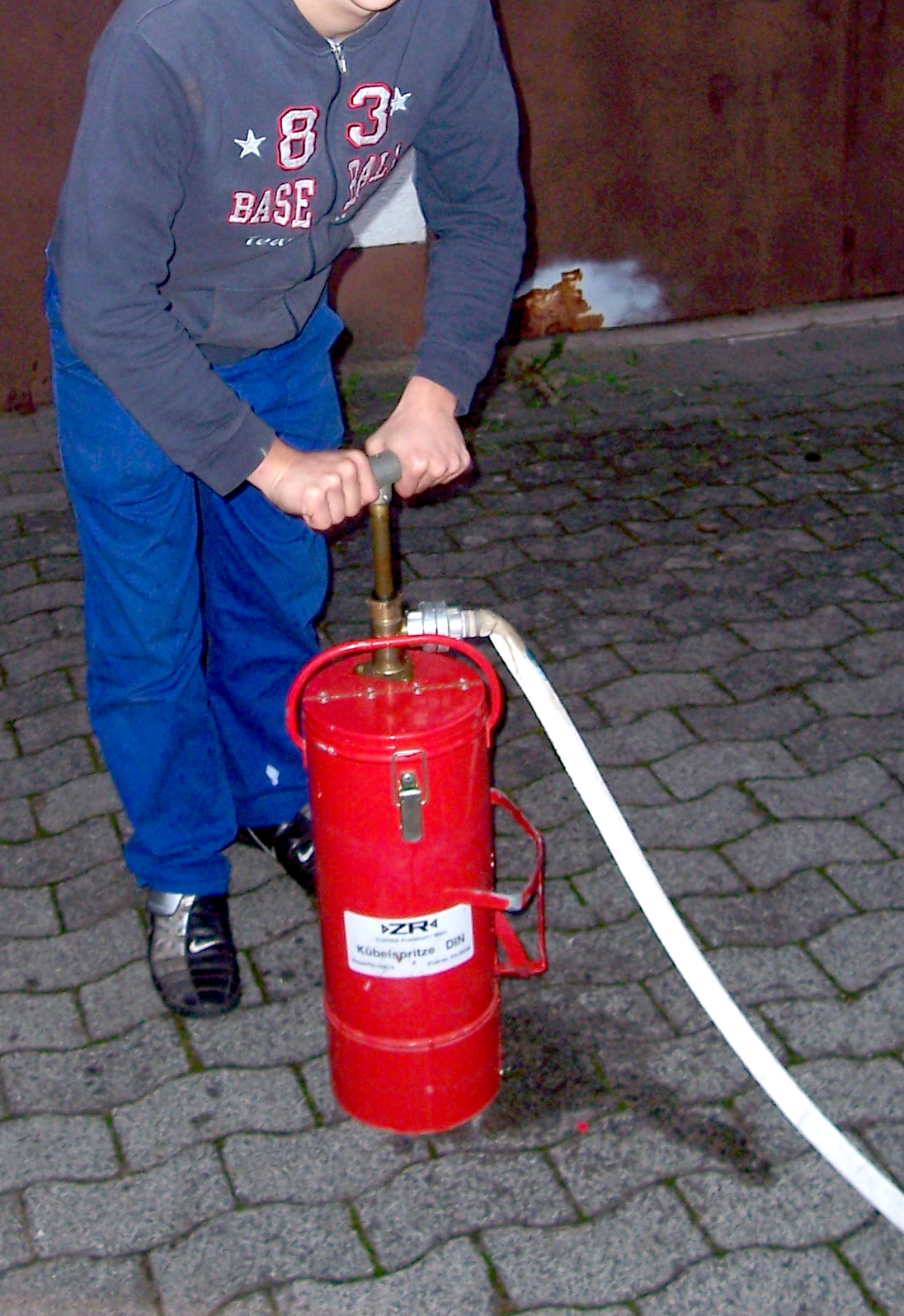
Bedienung einer Kübelspritze; eine zweite Person führt das Strahlrohr

Die Kübelspritze ist ein tragbares Kleinlöschgerät mit handbetriebener doppelt wirkender Kolbenpumpe. Sie wird bis heute gelegentlich zu Nachlöscharbeiten oder zum Ablöschen von Klein- und Entstehungsbränden verwendet. Weit verbreitet ist sie noch immer bei der Bundeswehr.
Sie besteht aus einem Wasserbehälter, in den eine Handpumpe integriert ist. Seitlich ist bei der Ausführung A (für Löschfahrzeuge) ein D-Schlauch mit DK-Strahlrohr (Strahlrohr ohne Absperrorgan) befestigt, bei der Ausführung B (für die Aufstellung in Gebäuden) ein 1-m-Gartenschlauch mit Düse. Der mit einer Kübelspritze erzeugte Wasserstrahl kann sieben bis zehn Meter weit reichen. Nach Norm müssen 10 Liter Wasser innerhalb von 55 Sekunden verspritzt werden können.
Gemäß deutscher Feuerwehr-Dienstvorschrift 1 wird eine Kübelspritze vom Typ A stets von zwei Personen bedient: Die eine pumpt, die andere führt das Strahlrohr.
Vielfach wird die Kübelspritze auch von der Jugendfeuerwehr in Wettkämpfen oder von Kindern bei Feuerwehrveranstaltungen verwendet, um einen Behälter hinter einer Spritzwand mit einem Loch in einer möglichst kurzen Zeit zu befüllen oder Fallklappen zu treffen.

## Entwicklung

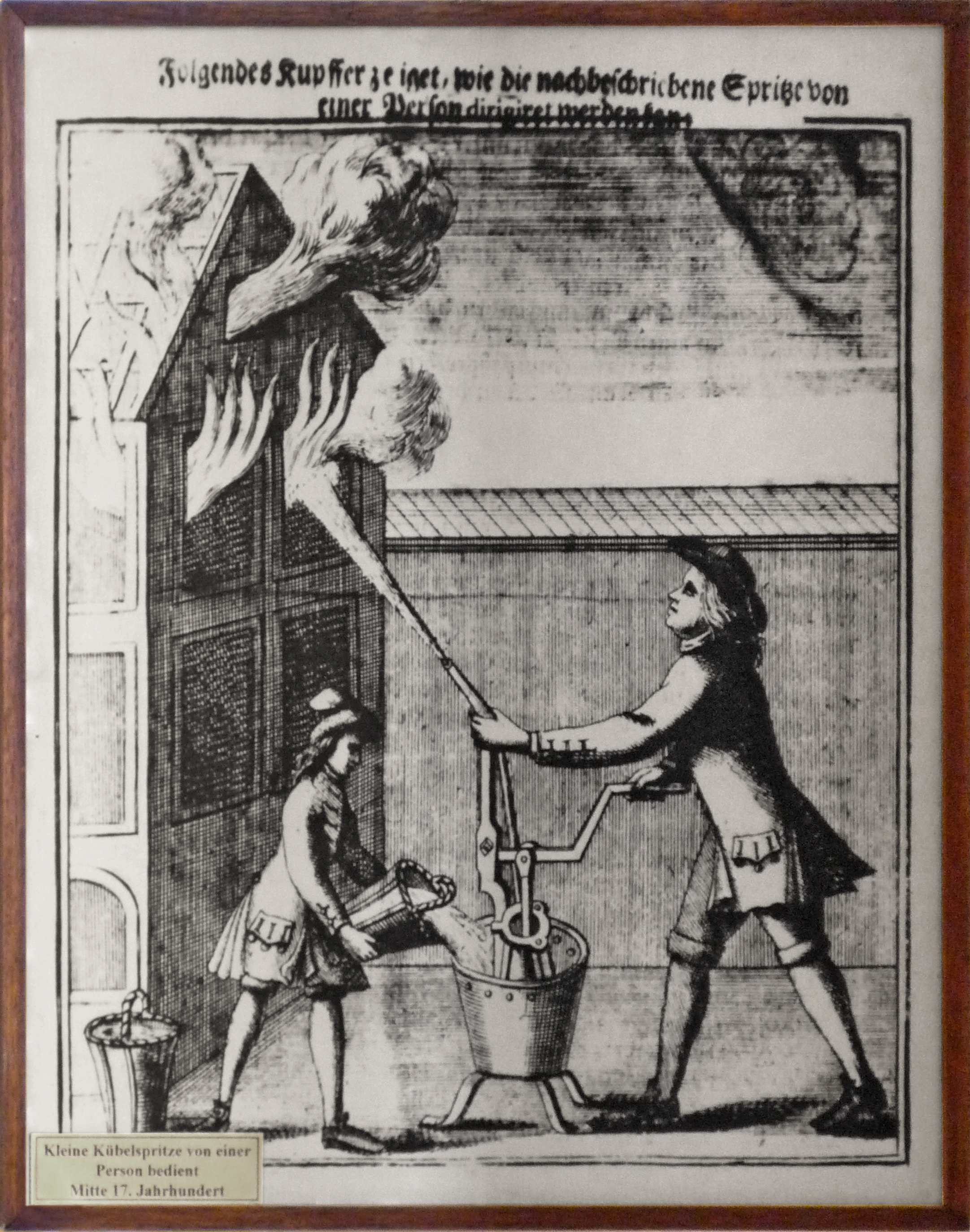
Bei dieser Spritze aus dem 17. Jh. ist der Kübel deutlich zu erkennen

Transportable Behälter unterschiedlicher Größe mit eingebauter Handpumpe gibt es seit Jahrhunderten. Auch „Buttenspritzen“ genannt, erfüllten sie die Aufgabe der heutigen Handfeuerlöscher.
Um die Löschwirkung zu erhöhen, wurden Kübelspritzen zur Erzeugung von Schaum abgewandelt. Die Löschwasserfüllung erhielt einen Zusatz von Schaummittel, der Lösung wurde entweder bereits an der Pumpe oder mittels eines Schaumstrahlrohrs Luft beigemischt.

### Genormte Kübelspritzen
Seit dem Jahr 1941 gibt es auch genormte Kübelspritzen. Die Norm DIN 14405 behandelt Kübelspritzen mit Blechbehältern von zehn bis 15 Litern Inhalt.
| Bezeichnung | Schlauch       | Füllmenge [l] | Leergewicht [kg] | Bemerkung                                                   |
| ----------- | -------------- | ------------- | ---------------- | ----------------------------------------------------------- |
| A10         | D-Schlauch     | 10            | ca. 8            | für Löschfahrzeuge, Bedienung von zwei Personen             |
| B10         | Gartenschlauch | 10            | ~                | für die Aufstellung in Gebäuden, Bedienung von einer Person |
| B15         | Gartenschlauch | 15            | ~                | Vers.-Nr 4210-12-120-4202                                   |